# Rasbo distrikt
Rasbo distrikt är ett distrikt i Uppsala kommun och Uppsala län. 
Distriktet ligger i östra delen av kommunen. 

## Tidigare administrativ tillhörighet
Distriktet inrättades 2016 och utgörs av socknen Rasbo i Uppsala kommun.
Området motsvarar den omfattning Rasbo församling hade vid årsskiftet 1999/2000.